# 김문평
김문평(金汶枰, 1905년 ~ 1987년 1월 27일)은 대한민국의 정치인이다.

## 약력
- 전라남도 여수에서 태어났다.
- 일본 와세다 대학교 정경과를 졸업하고, 여수군수를 역임하였다.

## 가족관계
- 장인: 김병로(金炳魯, 1887년 12월 15일 - 1964년 1월 13일)- 대한민국의 초대 대법원장[2]
- 처남: 김재열 김재중 김재옥
- 처조카: 김종인

## 역대 선거 결과
|  | 48.51% |

|  | 14.97% |

|  | 14.40% |

|  | 3.56% |

## 참고자료
- 《대한민국 의정총람》, 국회의원총람발간위원회, 1994년
- 김문평 - 대한민국헌정회